# Anoda leonensis
Anoda leonensis är en malvaväxtart som beskrevs av P.A. Fryxell. Anoda leonensis ingår i släktet glansmalvor, och familjen malvaväxter. Inga underarter finns listade i Catalogue of Life.